# Генк ван Спандонк
Генрікус Йозефус "Генк" ван Спандонк (нід. Henricus Josephus "Henk" van Spaandonck, 25 червня 1913, Розендал — 31 липня 1982) — нідерландський футболіст, що грав на позиції нападника за клуб «Нептунус», а також національну збірну Нідерландів.

## Клубна кар'єра
У футболі дебютував 1931 року виступами за команду «Нептунус», кольори якої і захищав протягом усієї своєї кар'єри гравця, що тривала 16 років. 
| Дата       | Місто       | Господарі  | Результат | Гості      | Турнір            | Голи | Примітки |
| ---------- | ----------- | ---------- | --------- | ---------- | ----------------- | ---- | -------- |
| 31.01.1937 | Дюссельдорф | Німеччина  | 2 – 2     | Нідерланди | товариський матч  | 2    | 40' 89'  |
| 07.03.1937 | Амстердам   | Нідерланди | 2 – 1     | Швейцарія  | товариський матч  | -    |          |
| 04.04.1937 | Антверпен   | Бельгія    | 2 – 1     | Нідерланди | товариський матч  | -    |          |
| 28.11.1937 | Роттердам   | Нідерланди | 4 – 0     | Люксембург | Відбір до ЧС 1938 | -    |          |
| 27.02.1938 | Роттердам   | Нідерланди | 7 – 2     | Бельгія    | товариський матч  | 1    | 83'      |
| 03.04.1938 | Антверпен   | Бельгія    | 1 – 1     | Нідерланди | Відбір до ЧС 1938 | 1    | 37'      |
| 21.05.1938 | Амстердам   | Нідерланди | 1 – 3     | Шотландія  | товариський матч  | -    |          |
| 21.04.1940 | Амстердам   | Нідерланди | 4 – 2     | Бельгія    | товариський матч  | -    |          |
| Усього     |             | Матчів     | 8         |            | Голів             | 4    |          |

Помер 31 липня 1982 року на 70-му році життя.